# Catedral de Burdeos
La catedral de San Andrés de Burdeos es una iglesia catedral de estilo gótico situada en la ciudad francesa de Burdeos. Es uno de los principales monumentos y la iglesia más importante de la ciudad. Desde 1998 forma parte del Patrimonio de la Humanidad como parte del sitio Caminos de Santiago de Compostela en Francia con el código 868-007.

## Historia
La catedral tiene un origen románico. Fue construida a finales del siglo XI y consagrada en 1096 por el papa Urbano II. Fue concebida con una planta de cruz latina y una nave única de 124 metros de longitud. Fue concebida para albergar cuatro campanarios, pero finalmente solo se construirían dos con sus agujas. La construcción de las dos torres restantes fue abandonada. El aspecto que toma la catedral por lo tanto es bastante pesado y grave, debido principalmente a los refuerzos con los que tuvo que ser construida, al estar situada sobre suelo de marismas. En 1137 la catedral fue escenario de la boda entre Leonor de Aquitania y el futuro rey Luis VII de Francia.

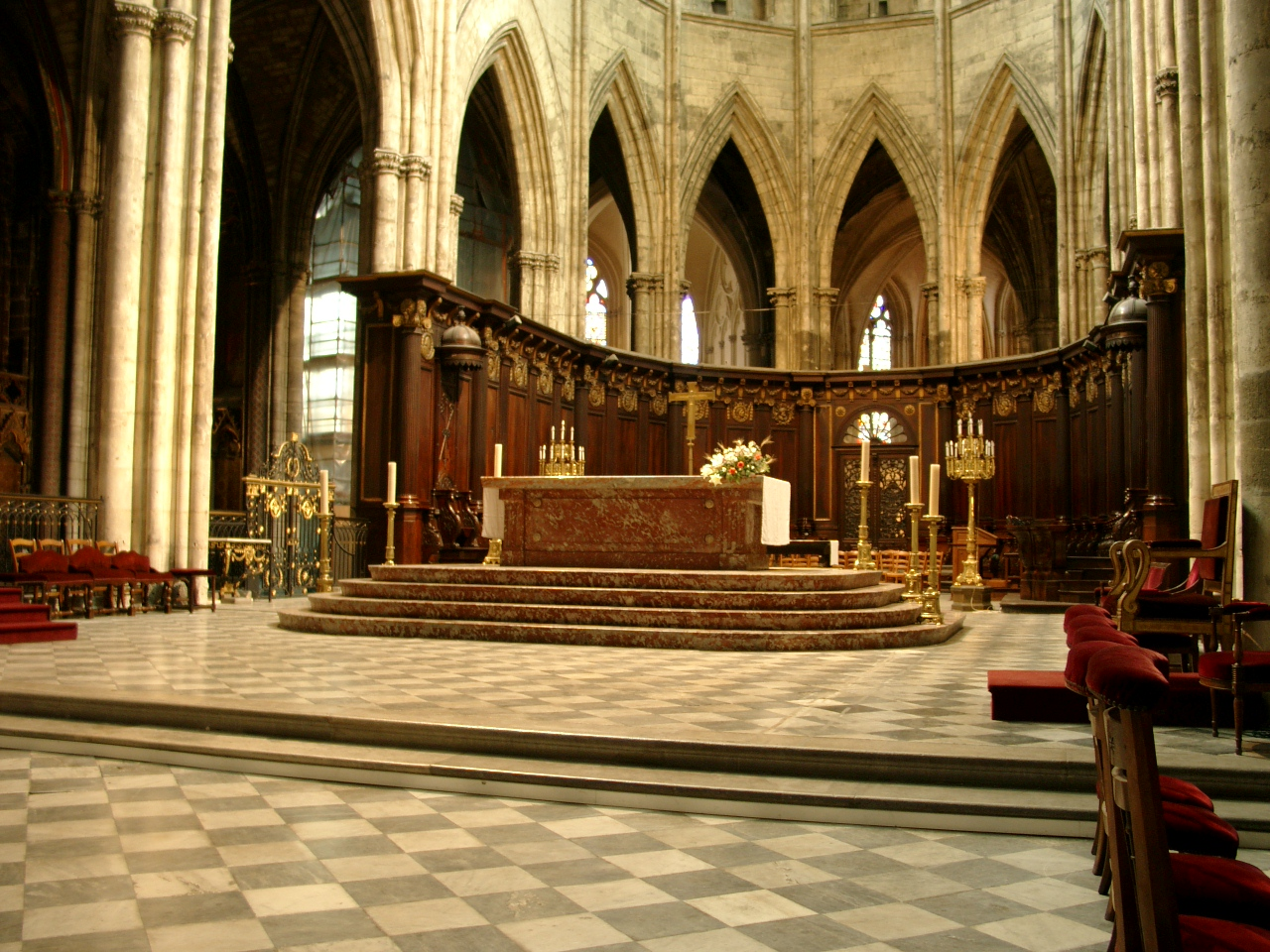
Coro de la catedral.

De la construcción románica original del siglo XI no quedan más que los muros interiores de la nave principal. La catedral fue reconstruida entre el siglo XII y el siglo XVI. La actual nave, de estilo angevino, data del siglo XII y fue modificada en el siglo XIII. El deambulatorio, construido hacia 1280 fue unido a la nave hacia 1330. El coro y las capillas radiantes fueron realizadas en el siglo XIV. Es también en esta época cuando fueron erigidas las fachadas de los brazos del transepto. La mayor parte de la obra estaba finalizada para esa época. El campanario, las torres y las flechas del transepto fueron terminadas en el siglo XV. Se comenzó también a suministrar al edificio un centenar de arbotantes que fueron acabados en el siglo siguiente. En el exterior, la imposibilidad de establecer un portal en la fachada occidental, explica su austeridad. Por el contrario, las fachadas laterales al nivel del transepto tuvieron un desarrollo importante. En la fachada norte, la Puerta Real (Porte Royale) realizada hacia 1250 presenta en su tímpano el Juicio Final y el contrafuerte de Gramont marca el inicio del Renacimiento en Burdeos.
La catedral está flanqueada por una torre del siglo XV al este del presbiterio y separado del resto de la catedral: el campanario o torre Pey Berland, que fue ordenada construir por el arzobispo del mismo nombre. Es una torre de cuadrangular con sus contrafuertes, una galería exterior y una flecha octogonal. En su cúspide se halla la estatua de la Notre-Dame de Aquitania realizada en 1862 y restaurada posteriormente.
En 1535 y según una crónica inglesa: En la catedral Saint André, se encuentran los más bellos y los más grandes órganos de toda la Cristiandad. Por desgracia tras realizarse una serie de restauraciones más o menos eficaces, los órganos fueron vendidos para recaudar fondos para el ejército francés. Actualmente se encuentra en la catedral un órgano construido por Danion-González, remarcablemente armonizado por Jacques Bertrand e inaugurado en 1982 por Jean-Jacques Grunenwald.
El 2 de diciembre de 1998 la Asamblea General de la Unesco, reunida en Kioto (Japón) aprobó la proposición de inscribir en la Lista del Patrimonio de la Humanidad los Caminos de Santiago de Compostela en Francia. Entre los 69 monumentos asociados al peregrinaje incluidos en dicho sitio, 16 se encuentran en la región de Aquitania y 3 de ellos en la ciudad de Burdeos:
- La propia catedral de San Andrés.
- la basílica de San Severino.
- la basílica de San Miguel.

## Galería de imágenes

### El exterior

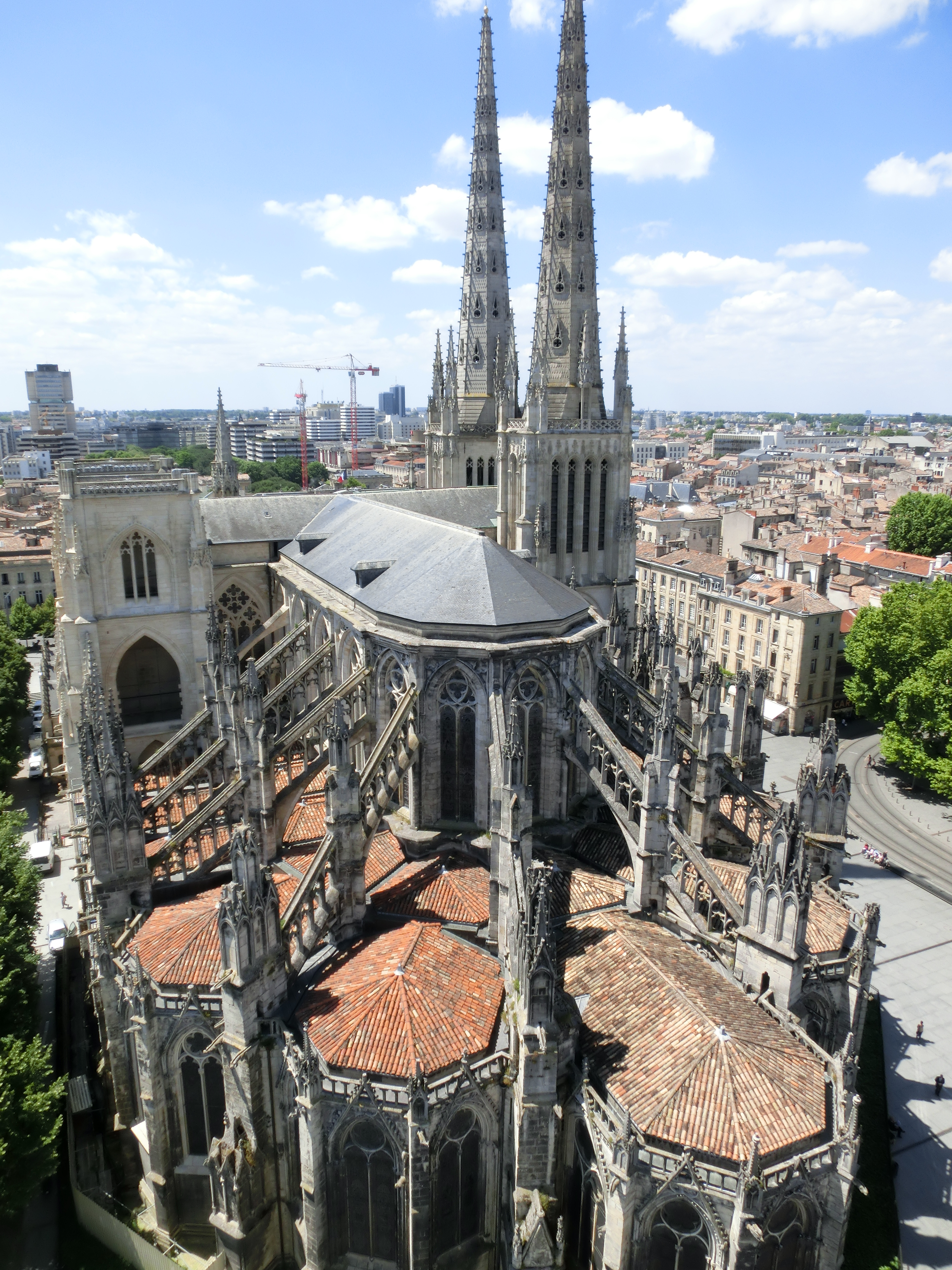
Vista de la cabecera desde el campanario.
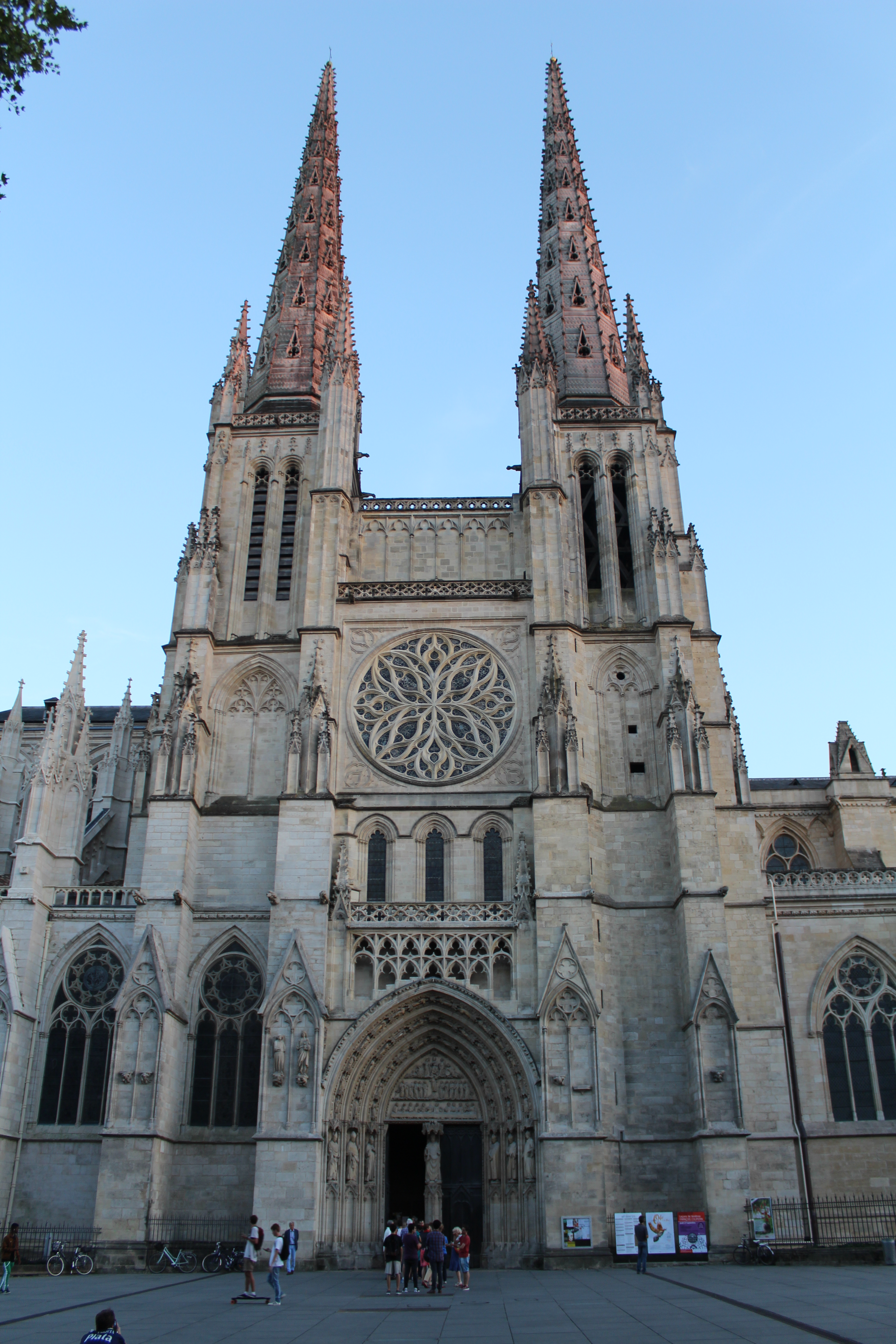
Lado norte, entrada principal.
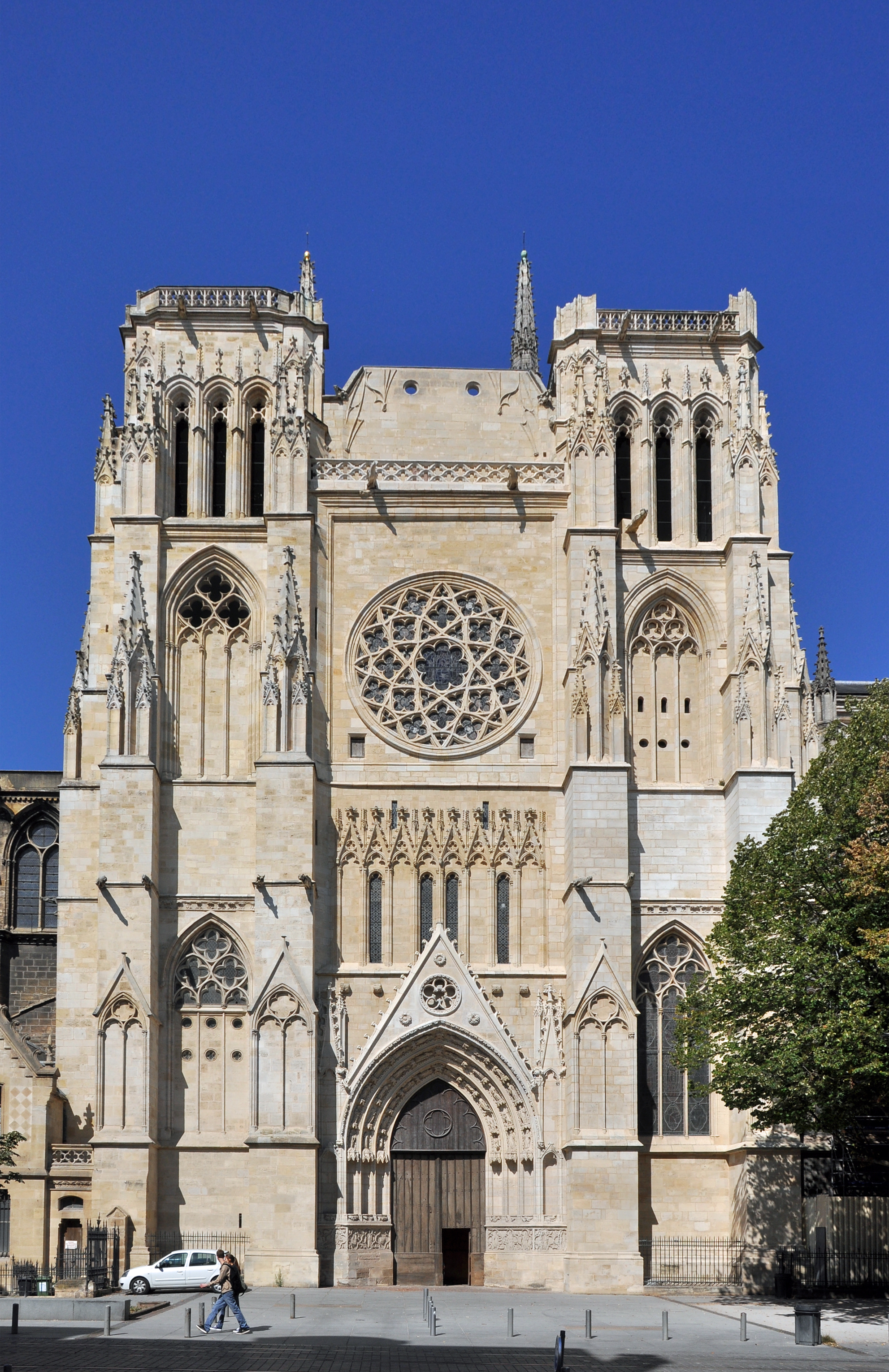
Lado sur.
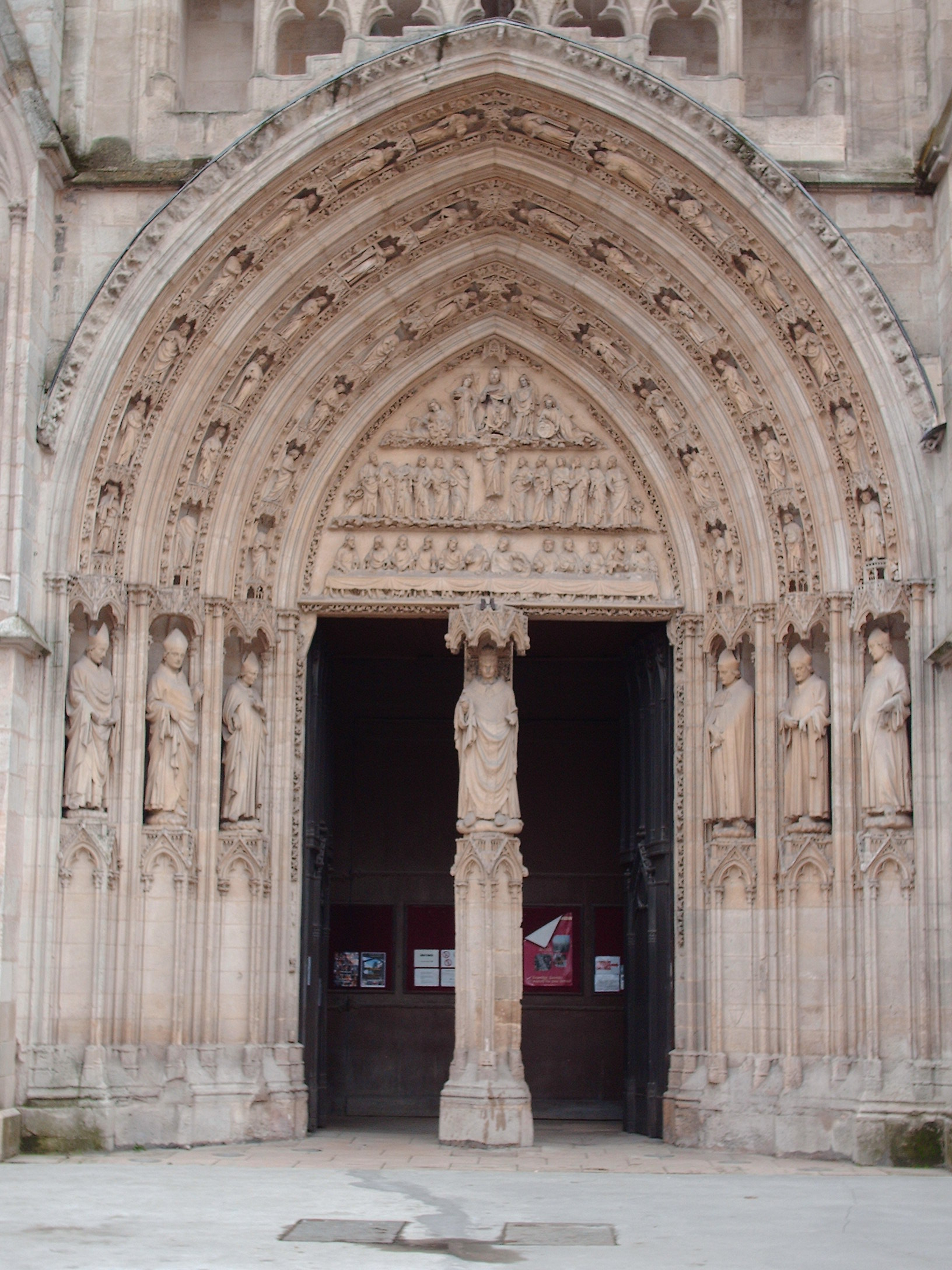
Portalada de las Flechas.
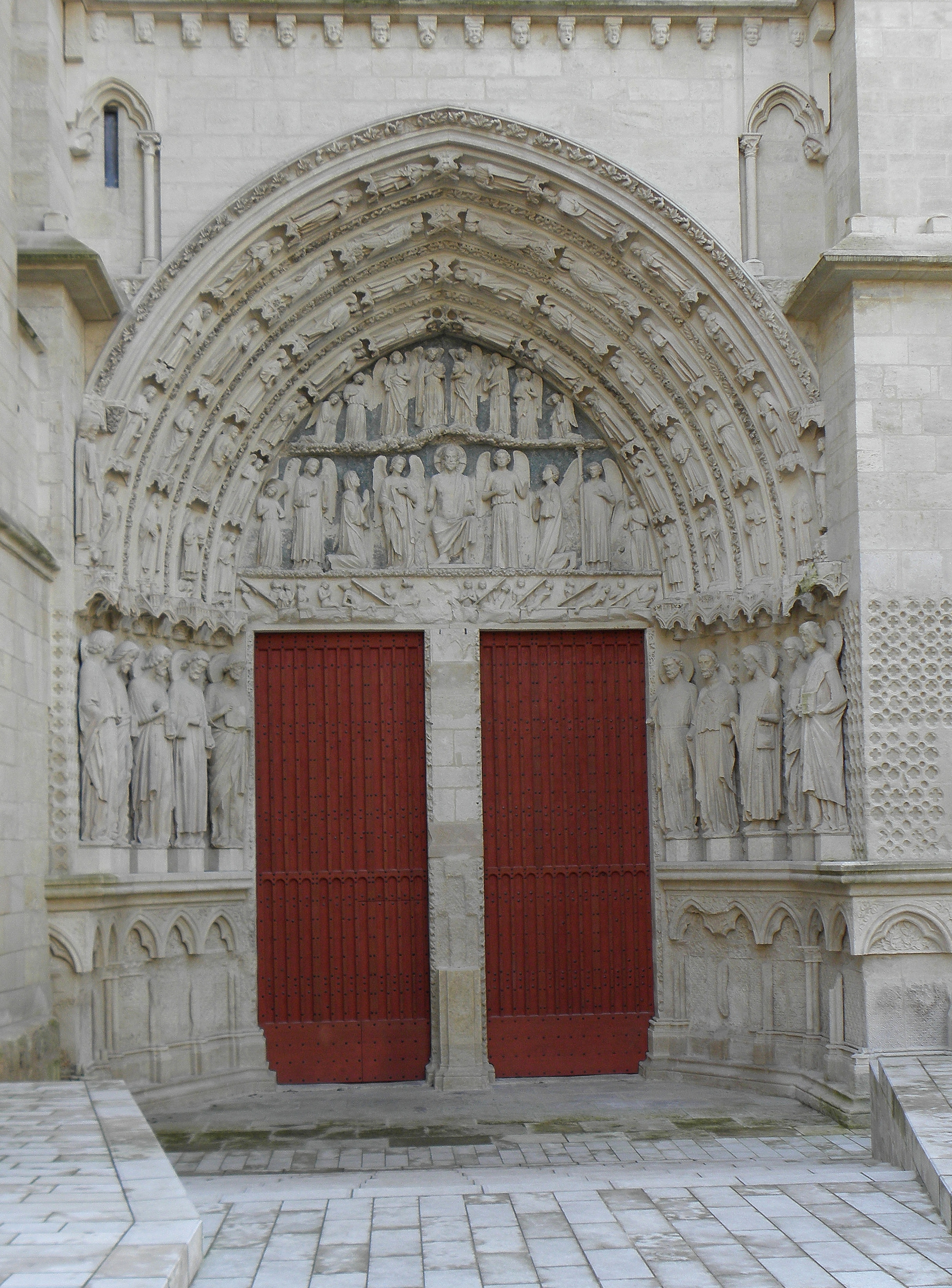
Portalada real (Portail royal).
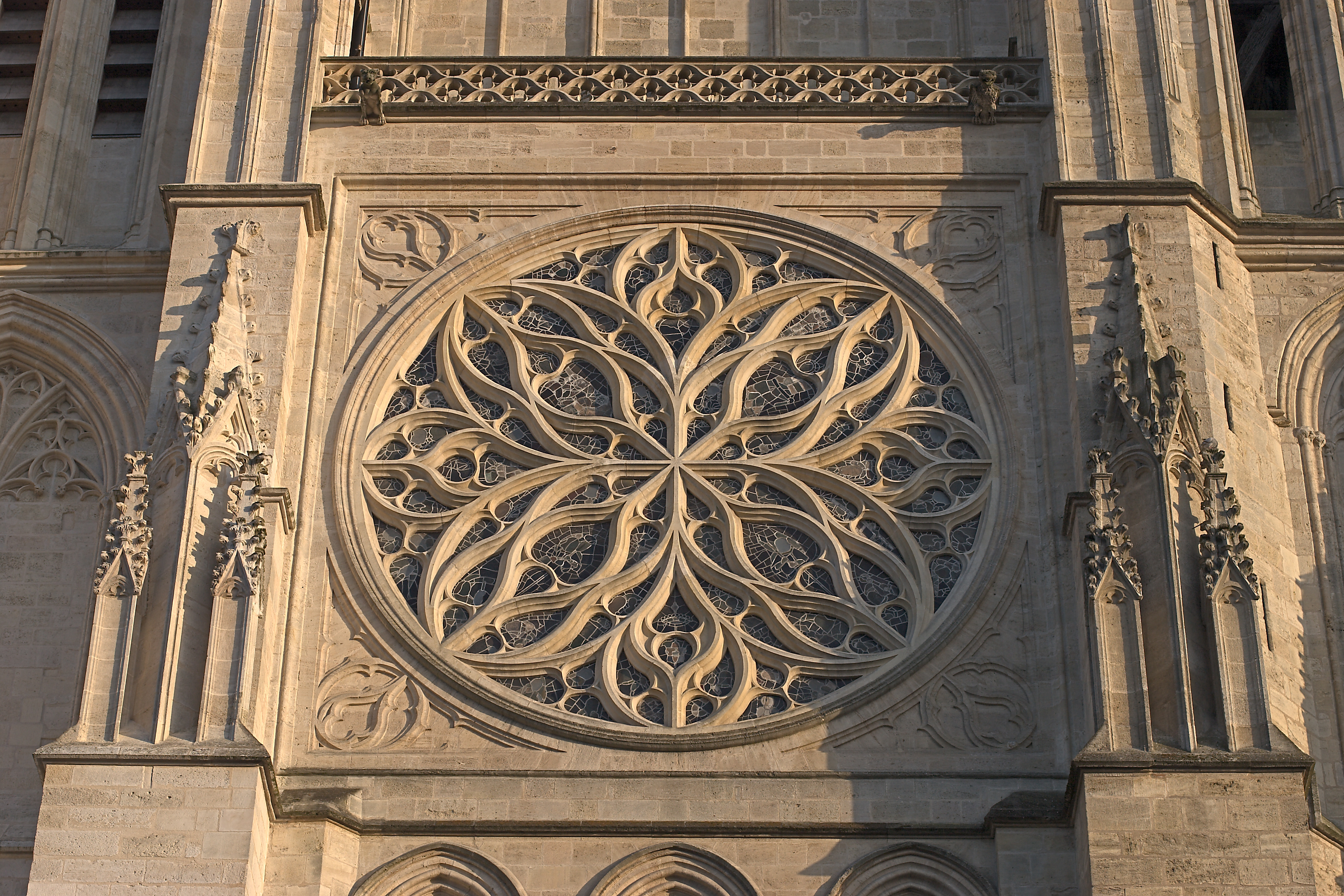
Rosetón.
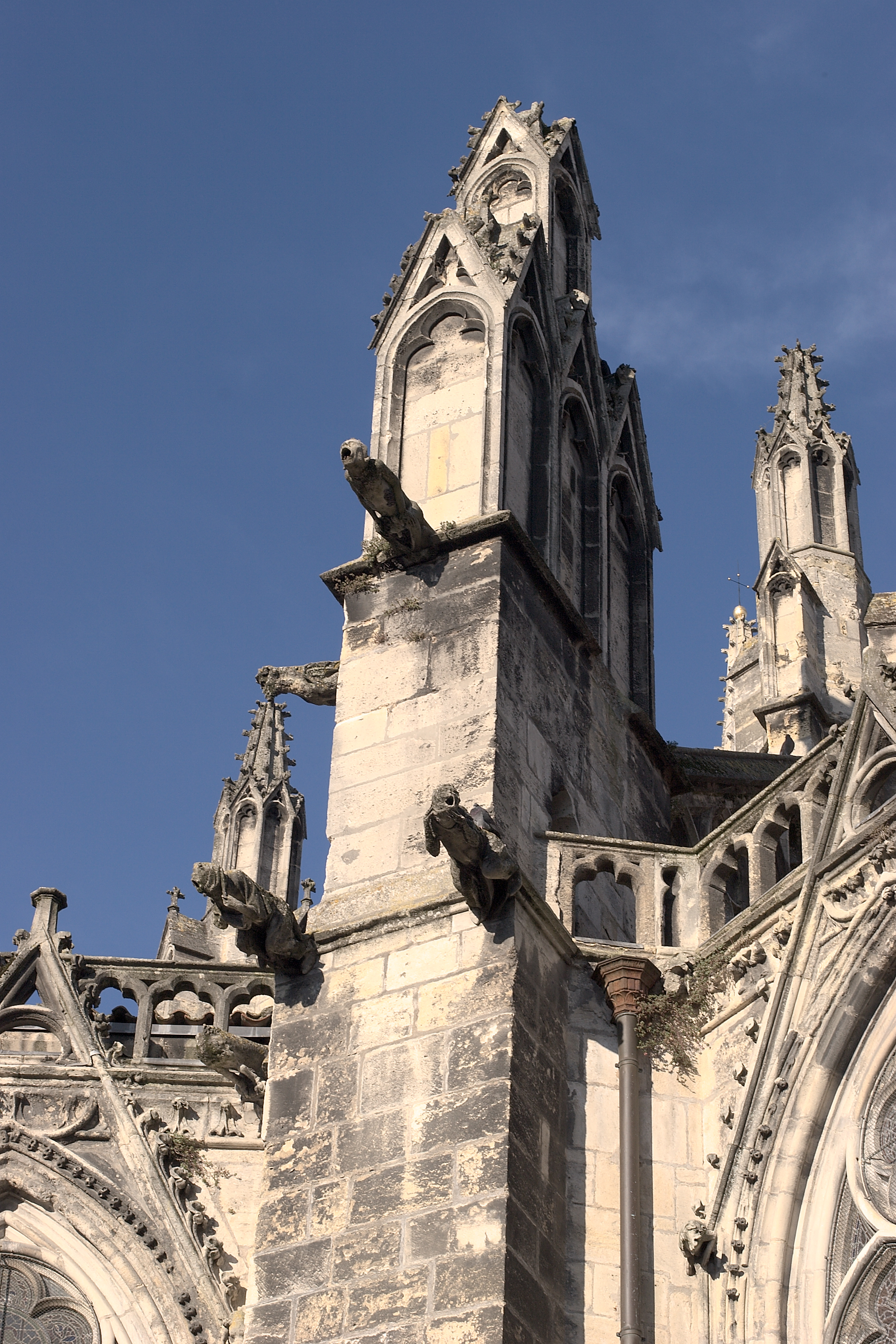
Gárgolas.

### El interior

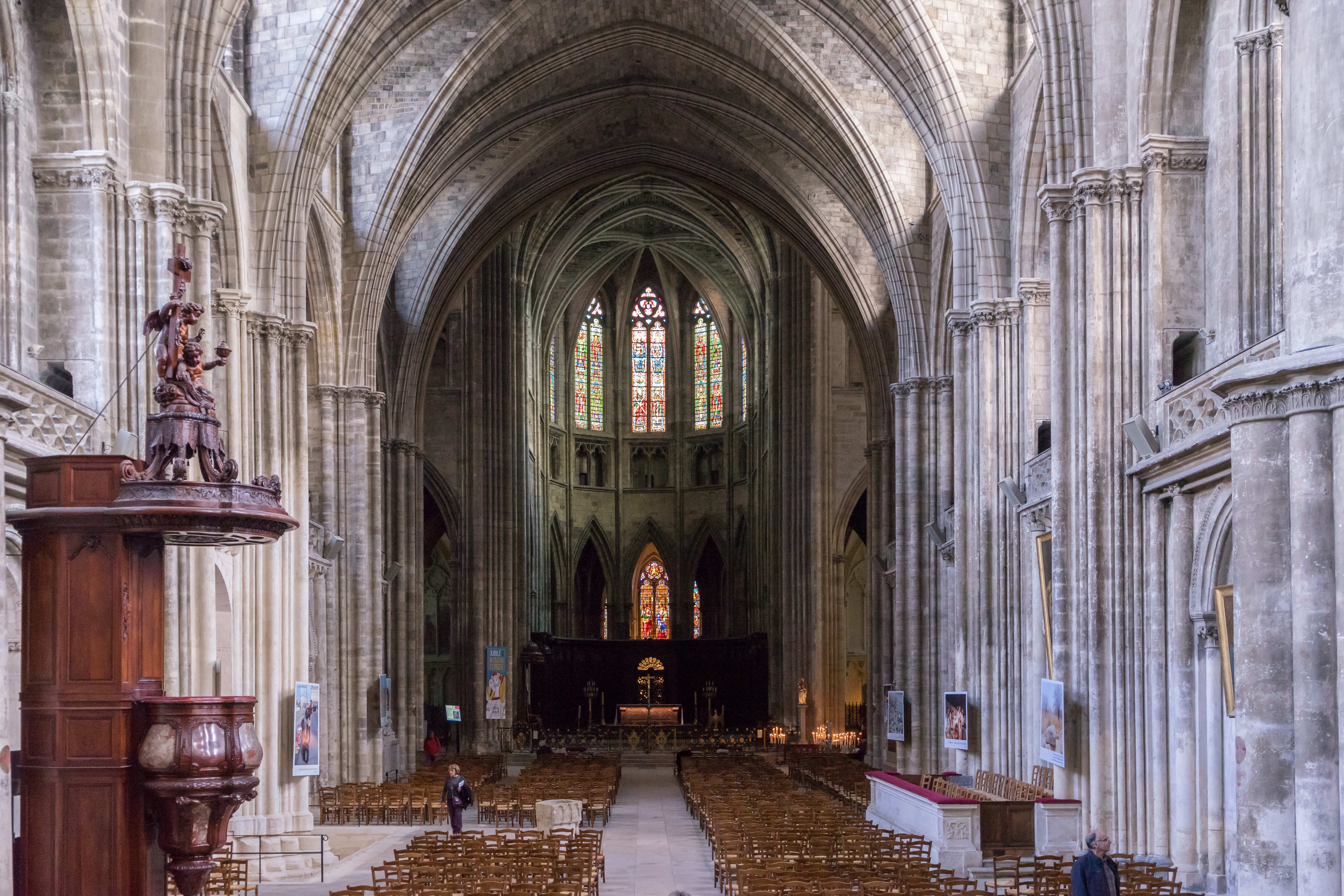
La nave.
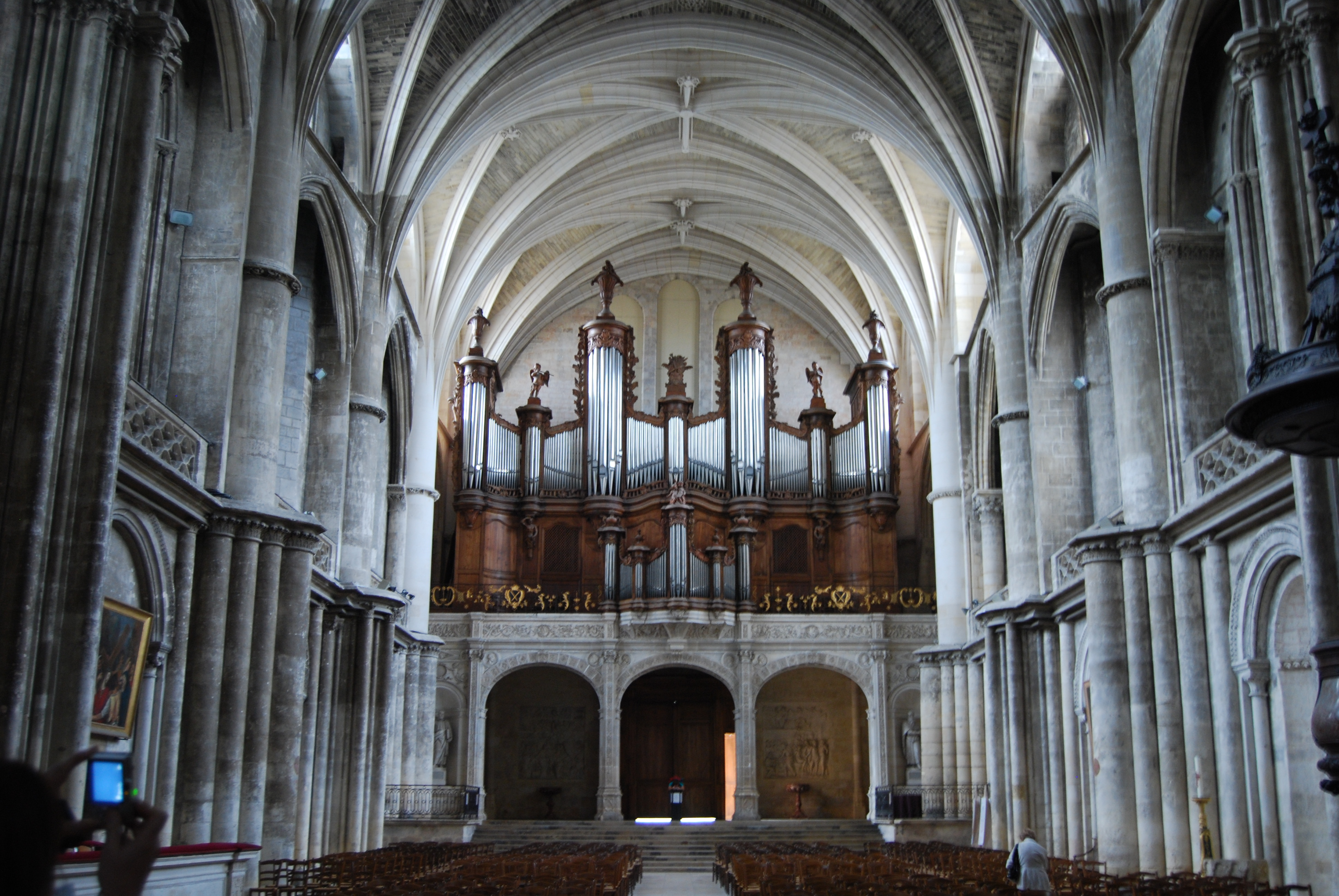
Órgano  (1982)
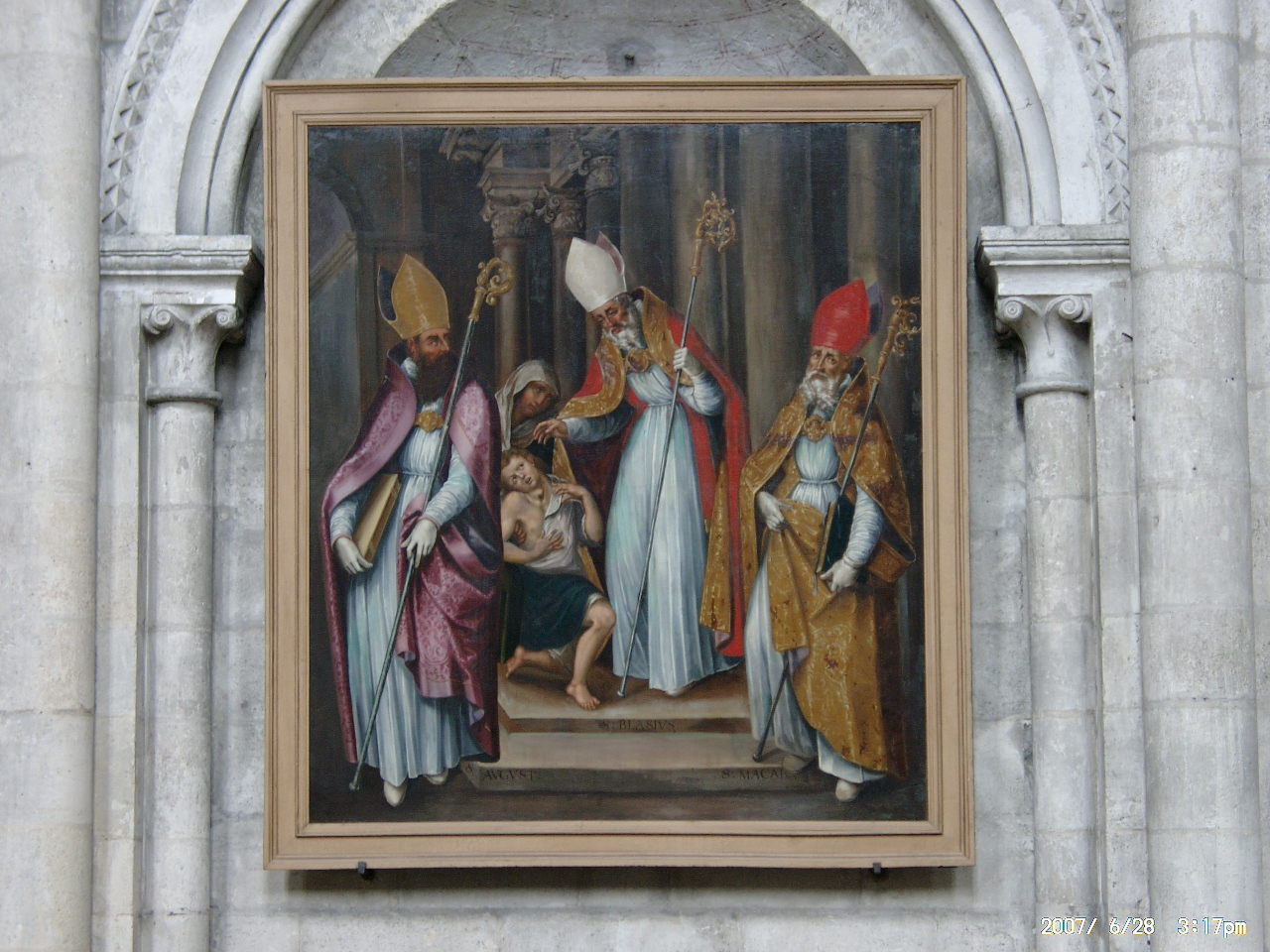
St Augustin - St Blaise - St Macaire.

### La torre Pey Berland

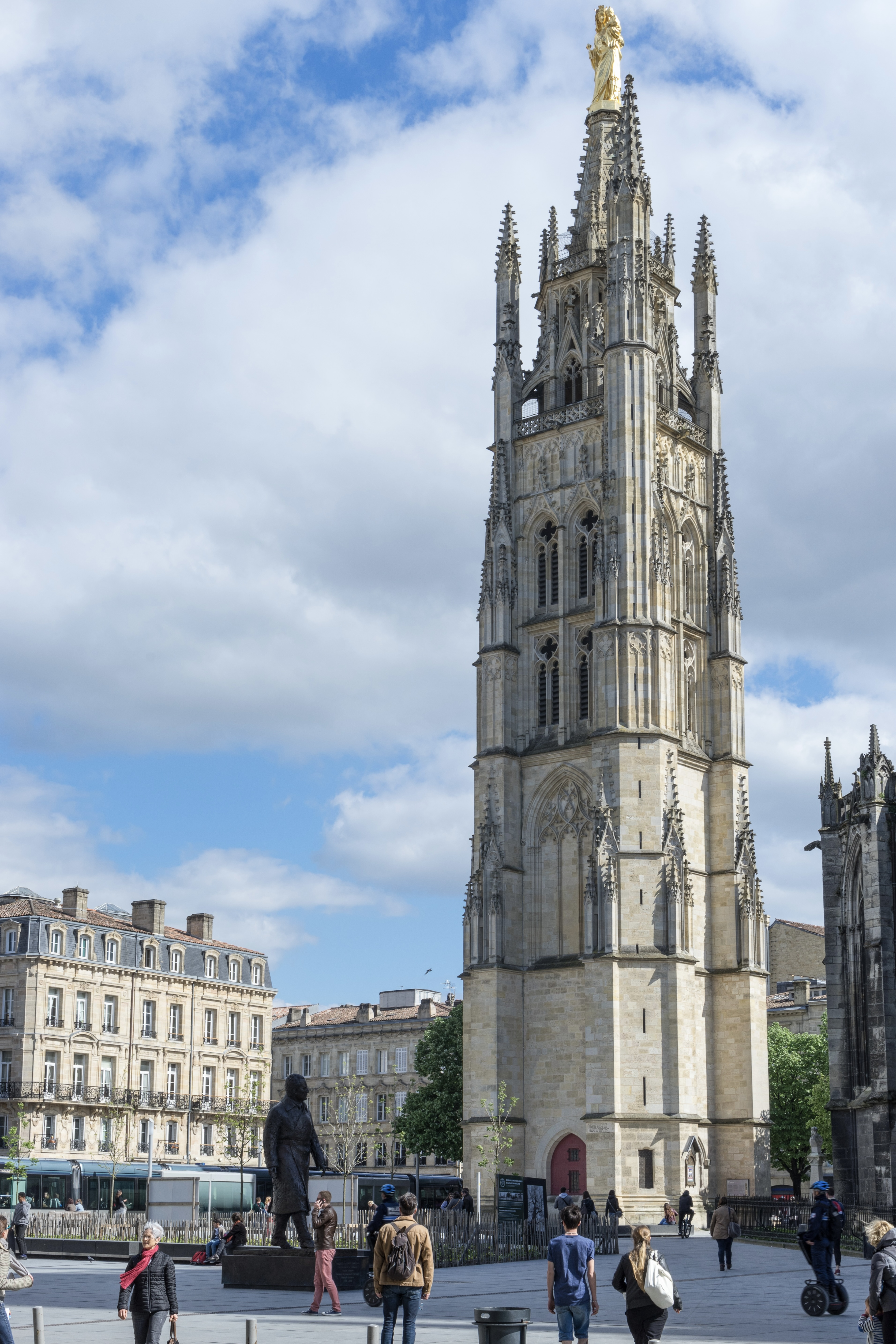
Torre Pey Berland.
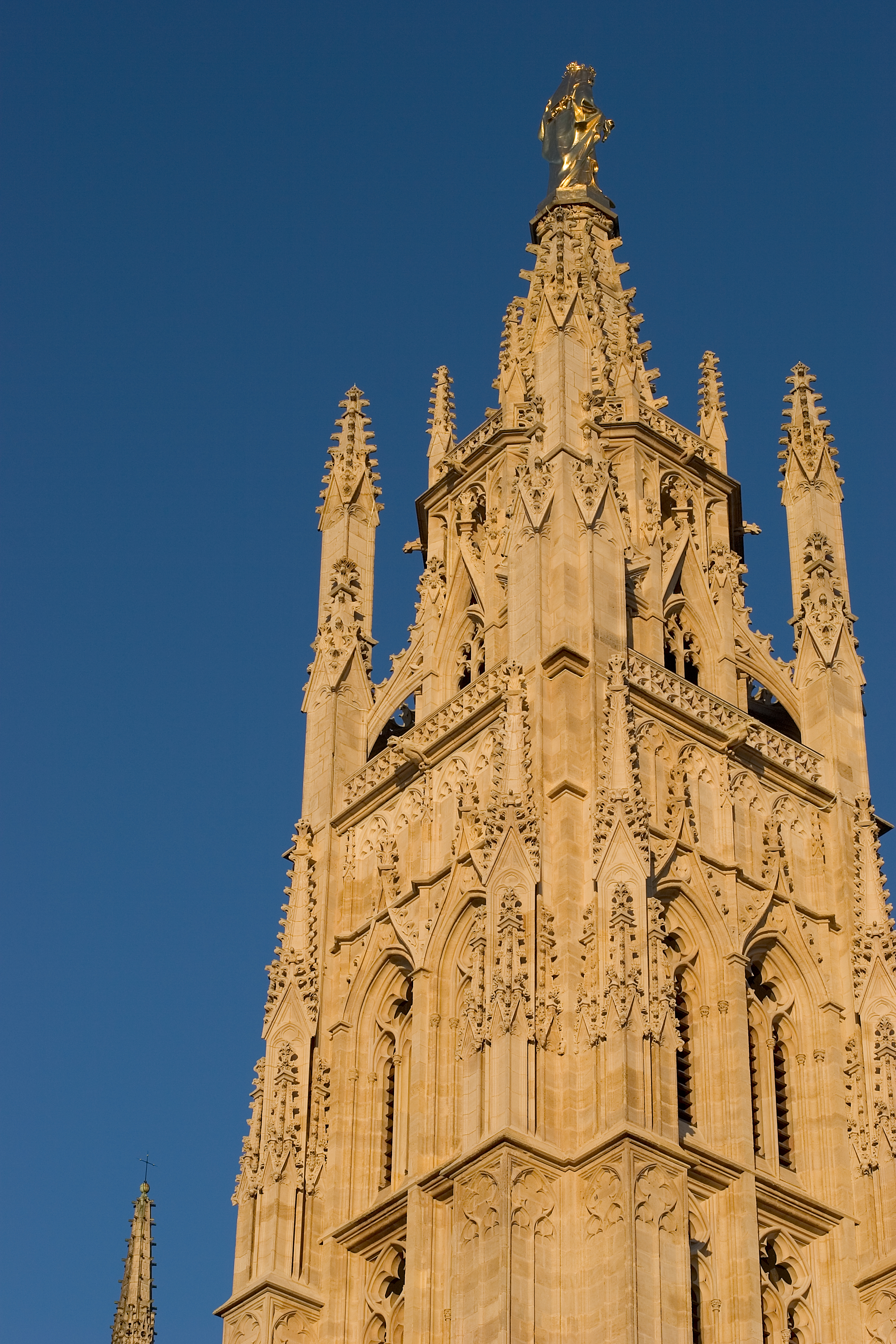
Cúspide de la Torre (vista sudeste).